# Leiopsammodius modestus
Leiopsammodius modestus är en skalbaggsart som beskrevs av Louis Albert Péringuey 1901. Leiopsammodius modestus ingår i släktet Leiopsammodius och familjen Aphodiidae. Inga underarter finns listade i Catalogue of Life.